# Schans (Heijen)

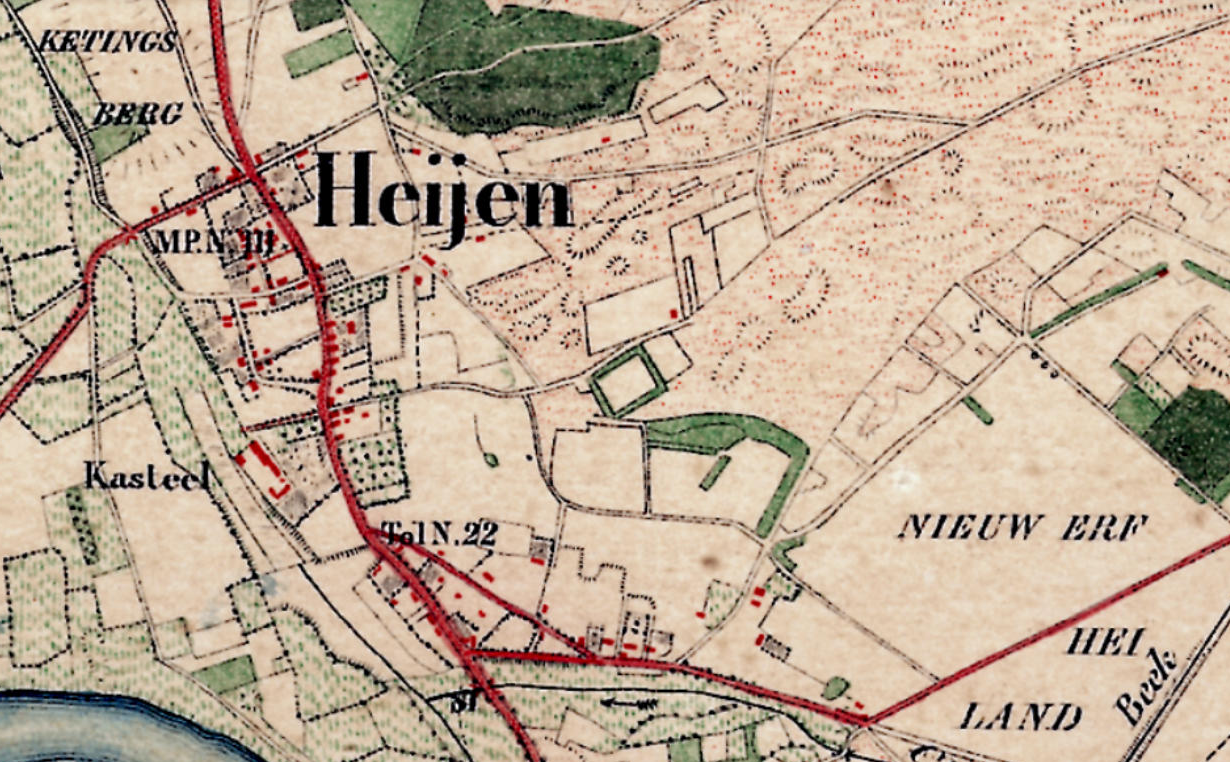
Schans van Heijen op de topografische militaire kaart van 1868

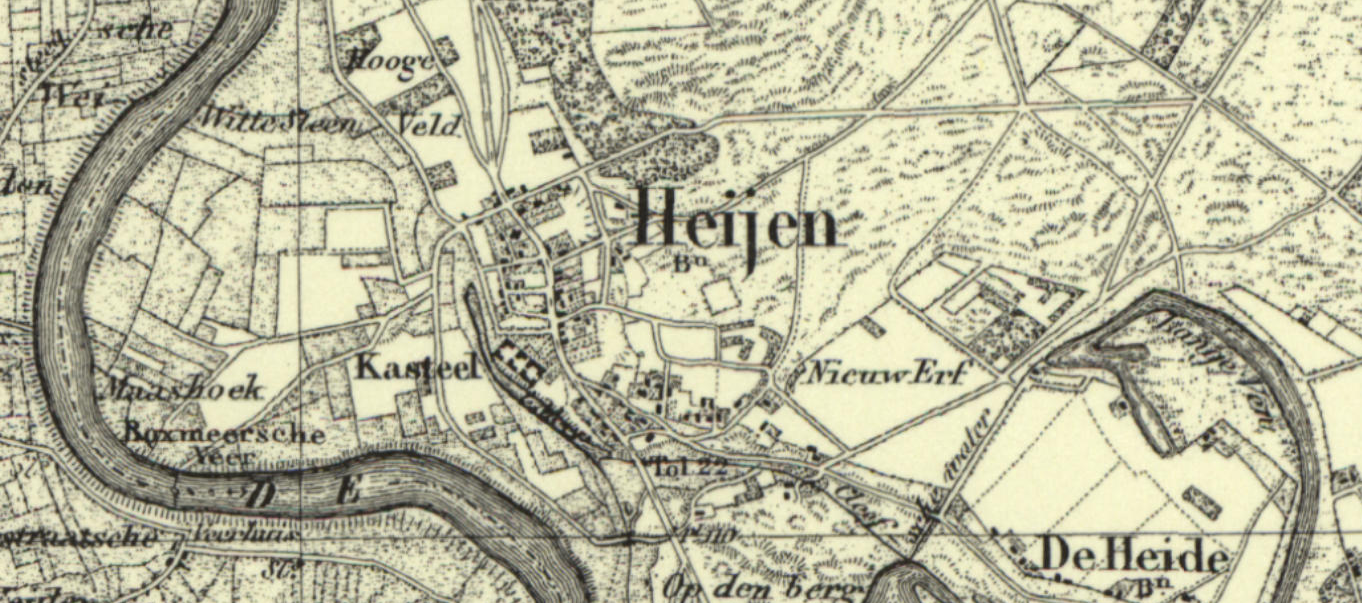
Schans van Heijen op de topografische militaire kaart van 1856

De schans van Heijen was een boerenschans in de Nederlandse gemeente Gennep. De schans lag vroeger even buiten het dorp in het dorp en lag ongeveer op de plaats van Sportpark De Heikamp van VV Heijen bij de Heikampseweg.

## Geschiedenis
Het jaar waarin de schans precies aangelegd werd is niet bekend. De schans werd waarschijnlijk rond de 16/17e eeuw gebruikt door buurtbewoners om zich in tijd van oorlog en rondtrekkende dievenbenden terug te kunnen trekken. Op een oude Kleefse kadasterkaart werd de schans aangeduid als Alte Schantz. De schans lag destijds ongeveer 300 meter ten oosten van de plaats.

## Constructie
De schans had een vierkant plattegrond, gelegen op een verhoging en werd omgeven door een aarden wal.